# تانيا تيتشكوسكي
تانيا تيتشكوسكي (مواليد 1966)  باحثة في دراسات الإعاقة. اعتبارًا من يناير 2025، أصبحت أستاذة في دراسات الإعاقة في معهد أونتاريو للدراسات التربوية.
حصلت تيتشكوسكي على درجة البكالوريوس في علم الاجتماع من كلية جامعة أوغوستانا (1988)، ودرجة الماجستير في علم الاجتماع من جامعة يورك (1992)، ودرجة الدكتوراه من جامعة يورك (1997).
تيتشكوسكي تعاني من عسر القراءة.

## الكتب
مؤلف
- تيتشكوسكي، تانيا (2003). الإعاقة، الذات، والمجتمع. مطبعة جامعة تورنتو.[4]
- تيتشكوسكي، تانيا (2007). إعاقة القراءة والكتابة بشكل مختلف: الحياة المنسجمة للتجسيد. مطبعة جامعة تورنتو.[5]
- تيتشكوسكي، تانيا (2011). مسألة الوصول: الإعاقة، والمساحة، والمعنى. مطبعة جامعة تورنتو.[6]

محرر
- تيتشكوسكي، تانيا؛ ميخالكو، رود، المحررون (2011). إعادة التفكير في الوضع الطبيعي: دراسة حالة حول الإعاقة. دار نشر العلماء الكنديين.[7]
- تيتشكوسكي، تانيا؛ كاجولادا، إيلين؛ ديويلز، مادلين؛ جولد، إفرات، المحررون (2022). الاختفاء: لقاءات في دراسات الإعاقة. باحثون كنديون.[8]